# Bitry, Oise

Bitry este o comună în departamentul Oise, Franța. În 1 ianuarie 2022 avea o populație de 309 de locuitori.